# The Gifted (telessérie estadunidense)
The Gifted (bra: X-Men: Bravos e Fortes / The Gifted: Os Mutantes) foi uma série de televisão americana criada por Matt Nix para a Fox, baseada em propriedades dos X-Men da Marvel Comics. Ela está conectada á série de filmes X-Men, situada em uma linha do tempo alternativa onde os X-Men desapareceram. A série é produzida pela 20th Century Fox Television e Marvel Television, com Matt Nix servindo como showrunner.
A série é estrelada por Stephen Moyer ("True blood") e Amy Acker (a Root de "Person of Interest") como Reed e Kate, dois pais comuns, que começam a fugir do governo após descobrirem as habilidades mutantes de seus filhos Lauren (Natalie Alyn Lind, a Silver St. Cloud de "Gotham") e e Andy (Percy Hynes White). Outros atores em destaque são Sean Teale, Jamie Chung, Coby Bell, Emma Dumont e Blair Redford,. A série recebeu uma encomenda de piloto na Fox depois de uma tentativa anterior de uma série dos X-Men, baseada no Clube do Inferno, não avançar na rede em 2016; The Gifted foi ordenada a série em maio de 2017.

## Premissa
Dois pais comuns estão fugindo do governo depois de descobrirem que os seus filhos têm habilidades mutantes. A família acaba se juntando a uma comunidade subterrânea de mutantes que precisam lutar para sobreviver.

## Elenco e personagens
Principal
- Stephen Moyer como Reed Strucker: Um anti-mutantes que acaba descobrindo que seus dois filhos são mutantes. Descobrimos na segunda temporada que Reed também é mutante. Ele possui o poder de liberar energia destrutiva, capaz de desintegrar matéria a um nível molecular.[3][4]
- Amy Acker como Kate Strucker: Uma mãe que descobre que seus filhos são mutantes e faz de tudo para protegê-los.[4][5]
- Sean Teale como Marcos Diaz / Eclipse: Um mutante rebelde que pode absorver e manipular fótons.[6]
- Natalie Alyn Lind como Lauren Strucker: Um dos filhos do casal protagonista, uma menina "perfeita". Ela tem a habilidade de juntar as moléculas de ar ao seu redor para criar campos de força, que podem servir tanto para meios defensivos quanto ofensivos.[4][7]
- Percy Hynes White como Andy Strucker: Um dos filhos do casal protagonista, um solitário sensível que mantém os seus sentimentos para si mesmo. Ele tem a habilidade de mover e destruir as coisas com a mente, podendo chegar a nível molecular.[4][5]
- Coby Bell como Jace Turner: Um homem lutando com os requisitos de sangue frio de seu trabalho.[8]
- Jamie Chung como Clarice Fong/Blink: Uma mutante "sarcástica, animada" com o poder de teletransporte (pode criar portais para teletransportar o que quiser)..[9] A personagem foi anteriormente interpretada por Fan Bingbing no filme X-Men: Days of Future Past.[10]
- Blair Redford como John Proudstar / Pássaro Trovejante: Um mutante obstinado, líder da Resistência.[4][11]
- Emma Dumont como Lorna Dane / Polaris: Uma mutante valente e leal, tem o poder de manipular metais, criar e controlar campos eletromagnéticos.[5] A personagem é filha de Magneto nos quadrinhos.[12]

### Recorrente
- Garret Dillahunt como Roderick Campbell: um pesquisador mutante contratado pela Sentinel Services, que está em uma missão "moralmente duvidosa".  Nix comparou a adaptação da série do personagem às mudanças feitas ao adaptar o personagem William Stryker para os filmes X-Men.
- Elena Satine como Sonya / Dreamer: uma mutante que pode "adicionar ou subtrair" as memórias dos outros.
- Jermaine Rivers como Shatter: um mutante que pode transformar sua pele em um cristal duro e protetor.
- Hayley Lovitt como Sage: uma mutante com memória eidética e processamento de pensamento aprimorado.
- Skyler Samuels como Esme, Irmãs Stepford (ou Irmãs Cuckoos): Trigêmeas telepatas que se juntam a Resistência.
- Joe Nemmers como Ed Weeks: um agente dos Serviços Sentinela que trabalha com Turner.
- Danny Ramirez como Wes: Manipulação de Imagem. Ele tem o poder de criar ilusões do que ele deseja que as pessoas vejam.
- Zach Roerig como Augustus/ Pulso: Produz um pulso destrutivo de seus olhos que podem incapacitar sistemas e pessoas, incluindo poderes mutantes e não-mutantes, e modificar sistemas eletrônicos.
- D James Jones como Harry/ Trader: Pode ofuscar a entrada da retina de qualquer um que olhe para ele, tornando-se praticamente invisível. No entanto, isso só pode afetar o olho nu e não funciona nas câmeras.

Stan Lee faz uma aparição no piloto.

## Episódios

### Temporada 1 (2017-2018)
- A maioria dos episódios tem a letra "X" como referência aos X-Men.

| N.º | Título                   | Dirigido por     | Escrito por                     | Exibição original      | Audiência Nos EUA (milhões) |
| --- | ------------------------ | ---------------- | ------------------------------- | ---------------------- | --------------------------- |
| 1   | "EXpostos"               | Bryan Singer     | Matt Nix                        | 2 de outubro de 2017   | 4.90                        |
| 2   | "Raio X, Dose Dupla"     | Len Wiseman      | Matt Nix                        | 9 de outubro de 2017   | 3.79                        |
| 3   | "EXôdo"                  | Scott Peters     | Rashad Raisani                  | 16 de outubro de 2017  | 3.46                        |
| 4   | "Estratégia de EXtração" | Karen Gaviola    | Meredith Lavender e Marcie Ulin | 23 de outubro de 2017  | 3.36                        |
| 5   | "Cercados"               | Jeremiah Chechik | Jim Campolongo                  | 30 de outubro de 2017  | 3.43                        |
| 6   | "Chamado de AuXílio"     | Craig Siebels    | Melinda Hsu Taylor              | 6 de novembro de 2017  | 3.17                        |
| 7   | "Medidas EXtremas"       | Stephen Surjik   | Michael Horowitz                | 13 de novembro de 2017 | 3.00                        |
| 8   | "Ameça de Extinção"      | Steven DePaul    | Carly Soteras                   | 20 de novembro de 2017 | 2.90                        |
| 9   | "IneXato"                | Liz Friedlander  | Brad Marques                    | 4 de dezembro de 2017  | 2.81                        |
| 10  | "EXplorado"              | Craig Siebels    | Jim Campolongo                  | 11 de dezembro de 2017 | 2.78                        |
| 11  | "3 X 1"                  | David Straiton   | Melinda Hsu Taylor              | 1 de janeiro de 2018   | 2.54                        |
| 12  | "EXtração"               | Scott Peters     | Michael Horowitz                | 15 de janeiro de 2018  | 3.42                        |
| 13  | "Caminho X"              | Stephen Surjik   | Matt Nix e Jim Garvey           | 15 de janeiro de 2018  | 3.42                        |

## Produção

### Desenvolvimento
Em julho de 2016, depois que uma série baseada no Clube do Inferno, uma sociedade das histórias em quadrinhos dos X-Men, não avançou na Fox, a rede deu uma ordem de piloto para uma série diferente baseada nos X-Men . O novo piloto escrito por Matt Nix, um grande fã dos X-Men, trata-se de uma série de ação e aventura apresentando dois pais comuns descobrindo as habilidades de seus filhos mutantes. O presidente da Fox Entertainment, David Madden, disse que "desenvolver uma propriedade da Marvel tem sido uma prioridade para a rede—e estamos muito satisfeitos com a forma como Matt Nix nos levou a este universo emocionante". A série é produzida pela 20th Century Fox Television e Marvel Television, com a Fox lidando com a produção física da série, e Nix produzindo juntamente com os produtores da série de filmes X-Men, Bryan Singer, Lauren Shuler Donner e Simon Kinberg, e os executivos da Marvel Television, Jeph Loeb e Jim Chory. Jonathan Davis, presidente de assuntos criativos da 20th Century Fox Television, comentou: "Trabalhar com a Marvel em uma série de televisão para a Fox tem sido um sonho profissional para o nosso chefe de desenvolvimento, Michael Thorn, e de todos nós no estúdio."
As primeiras versões do roteiro do piloto de Nix foram recebidas "com entusiasmo" pelos executivos da Fox, e o presidente e diretor executivo da Fox, Gary Newman, esperava uma versão final no início de janeiro de 2017, com uma encomenda do piloto dentro de algumas semanas. Newman observou que "o desenvolvimento [de séries na Fox] este ano está um pouco mais lento do que normal", mas a rede esperava começar a exibir a possível série durante a temporada de televisão 2017-18. Nix esperava ver a série ser executada por 12 ou 13 episódios, em vez do tradicional 22, e acrescentou que, como fã dos quadrinhos dos X-Men, "você não quer ficar servilmente fazendo a mesma coisa uma e outra vez que todo mundo tem feito, mas ao mesmo tempo, você está consciente de que isso é importante, e que eu devo algo a meu filho de 10 anos de idade agora. E eu quero respeitar isso, para aquele garoto obsessivamente lendo histórias em quadrinhos, eu preciso que haja algo gratificante para ele." Fox ordenou oficialmente a produção do piloto da série, descrita como "série de ação e aventura da Marvel ainda sem título", no final do mês.
Donner se referiu à série como Gifted em março, que foi esclarecido como sendo um título temporário para a série. Em 9 de maio, a Fox ordenou oficialmente a série intitulada The Gifted.

### Escrita
Nix descreveu a série como chegando "no mundo dos mutantes do lado"; os filmes e as histórias em quadrinhos "começaram geralmente com os X-Men e encontraram o mundo fora" da perspectiva deles, mas a série parece "ter lugar dentro do mundo de pessoas que [não] são X-Men e [ainda não] conhecem esse mundo." Ele disse que a série iria contar uma história mais "íntima" do que os filmes fazem já que "também explora questões envolvendo mutantes e que essa experiência é de uma maneira que é difícil de fazer em um filme de duas horas porque [um filme] precisa se mover muito rapidamente e precisa chegar a grande ação."

### Filmagens
Singer, o diretor de vários filmes dos X-Men, decidiu dirigir o episódio piloto da série ele mesmo depois de uma mudança no horário de um filme que ele estava dirigindo. Ele ressaltou que "tonalmente e visualmente será muito, muito diferente" dos filmes, e disse que haverá "algumas coisas vão para baixo, visualmente, mas no seu coração é uma história sobre uma família". Singer começou a se preparar para a produção em 27 de janeiro. As filmagens para o piloto, sob o título de produção Heaven, começaram em 13 de março de 2017, em Dallas, Texas, e foram concluídas em 11 de abril. Algumas refilmagens para o piloto também tinham sido realizadas até o final desse mês.

### Conexões com universo compartilhado
Donner explicou em janeiro de 2017 que, ao contrário da primeira série da franquia X-Men, Legion, esta série "é muito mais parte deste mundo nos termos de que há mutantes, mutantes são odiados ... você sente que está no universo dos X-Men." Sobre a conexão com o universo cinematográfico, Nix disse: "Se você olhar para os filmes, que são ambientados em qualquer momento da linha temporal moderna, eles começaram em 2000 até agora … eles todos não se alinham perfeitamente. Então não é como se eu estivesse seriamente me encaixando em um espaço específico. Mas, ao mesmo tempo, se você gosta desse mundo, o mundo dos filmes, há referências a ele. [A série] definitivamente existe no mesmo universo geral." Ele também acrescentou que a sua abordagem é diferente da conexão entre Agents of S.H.I.E.L.D. e os filmes do Universo Cinematográfico Marvel.
Nix notou que a premissa da série é algo que "mutantes estabelecidos vão ter algo a dizer sobre isso", embora "evitando perguntas como, 'Onde está Wolverine? ... Eu não queria fazer nada como “Wolverine está apenas fora da tela!”. Você sabe o que quero dizer, então [a série] existe num mundo onde essas perguntas são respondidas sem a necessidade de nomear um monte de nomes ou gastar tempo a responder a essas questões. Além disso, "há uma certa quantidade desses personagens [existentes] que posso usar, e estou usando alguns desses, mas outros estou inventando." Nix também comentou que "não queria entrar no reino do “Sim! Novos X-Men, aqui vamos nós!”, porque com isso há um pouco de fan service." Os Sentinelas, robôs de caça mutante que apareceram em X-Men: Days of Future Past, estão presentes na série, embora a aparência deles na série é "muito diferente do que vimos antes."

## Transmissão
The Gifted estreou na Fox durante a temporada de televisão 2017.
Foi renovada para uma segunda temporada prevista para estrear em 2018.